# De Salaberry (conseil législatif)
Ne doit pas être confondu avec De Salaberry (division sénatoriale canadienne).
Pour les articles homonymes, voir De Salaberry.
Division du Conseil législatif du Québec
De Salaberry est une division du Conseil législatif du Québec ayant existé de 1867 à 1968. Elle est abolie en même temps que le Conseil lui-même.

## Liste des conseillers
| Années | Années      | Conseiller législatif | Parti        |
| ------ | ----------- | --------------------- | ------------ |
|        | 1867 - 1896 | Henry Starnes         | Conservateur |
|        | 1896 - 1912 | Jean-Damien Rolland   | Conservateur |
|        | 1913 - 1914 | Achille Bergevin      | Libéral      |
|        | 1915 - 1918 | Alphonse Racine       | Libéral      |
|        | 1920 - 1921 | Lomer Gouin           | Libéral      |
|        | 1927 - 1968 | Raoul-Ovide Grothé    | Libéral      |